# Vẹt đuôi dài cổ lam
Ara glaucogularis là một loài chim trong họ Psittacidae.
Đây là loài vẹt loài đặc hữu của một khu vực nhỏ phía bắc miền trung Bolivia, được gọi là Los Llanos de Moxos, loài này là di sản văn hóa của Bolivia, ước tính dân số và phạm vi gần đây cho thấy rằng khoảng 350-400 cá thể sống trong hoang dã. Nguyên nhân chính của sự suy giảm số lượng là do người ta săn bắt bán làm chim cảnh. Hiện nay nó được coi là loài cực kỳ nguy cấp và là loài vẹt được bảo vệ bởi quy định cấm kinh doanh. 

## Hình ảnh

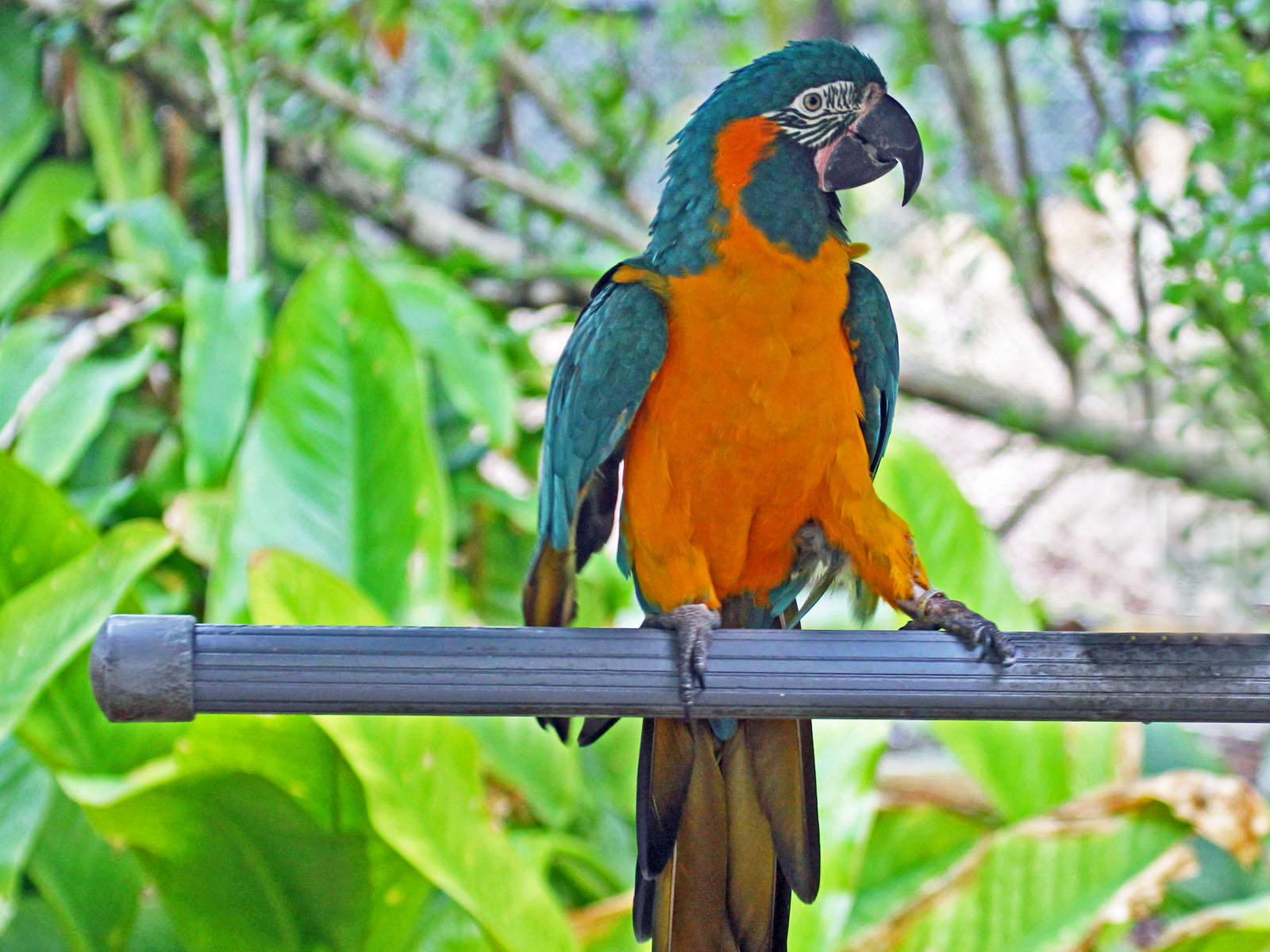
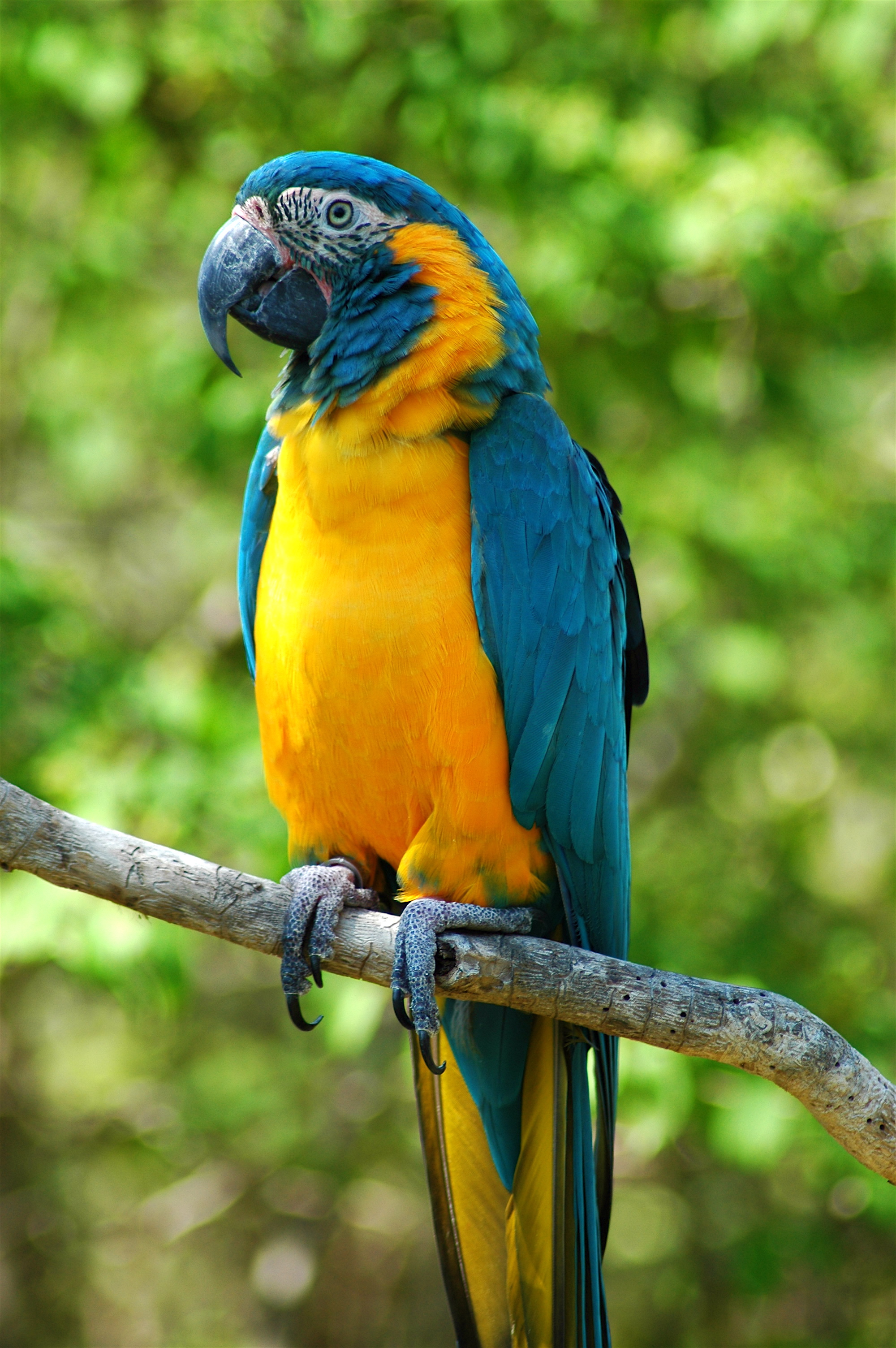
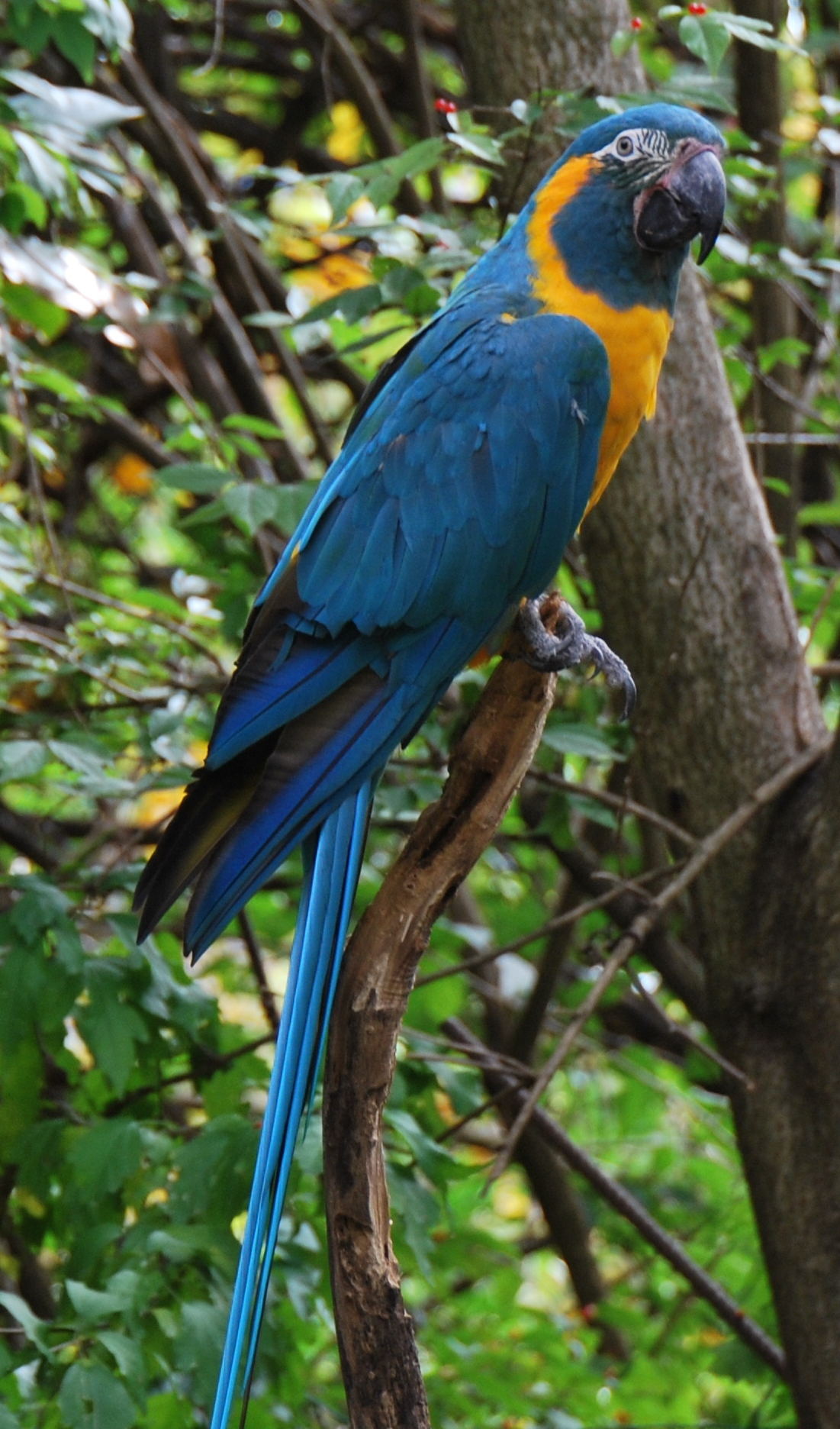
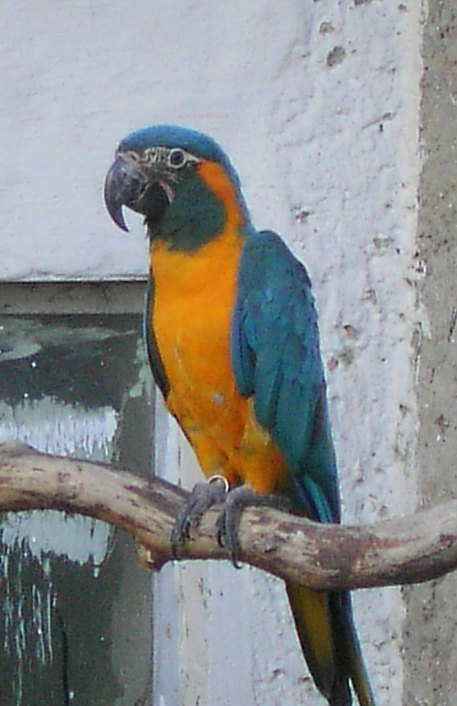
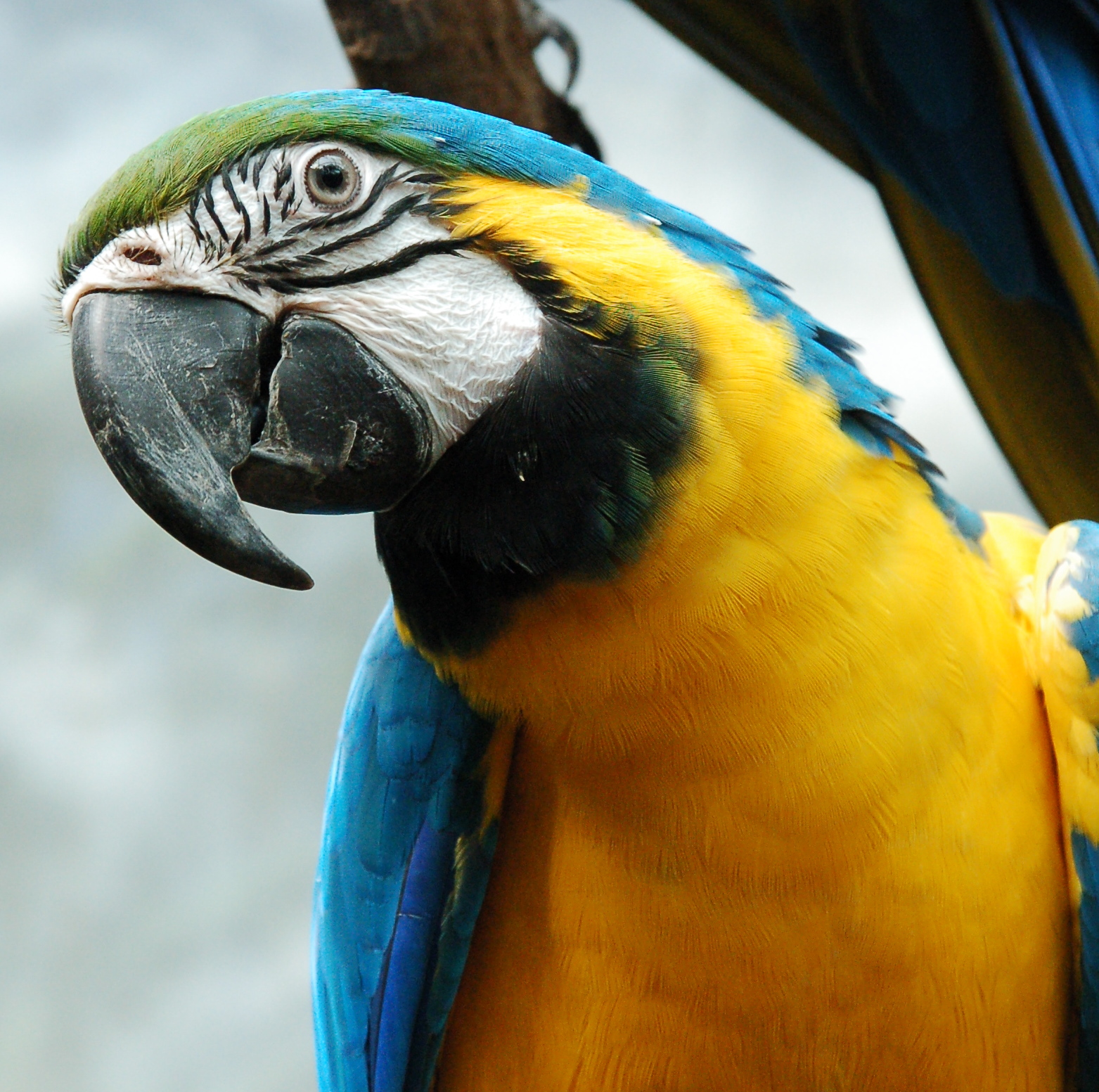
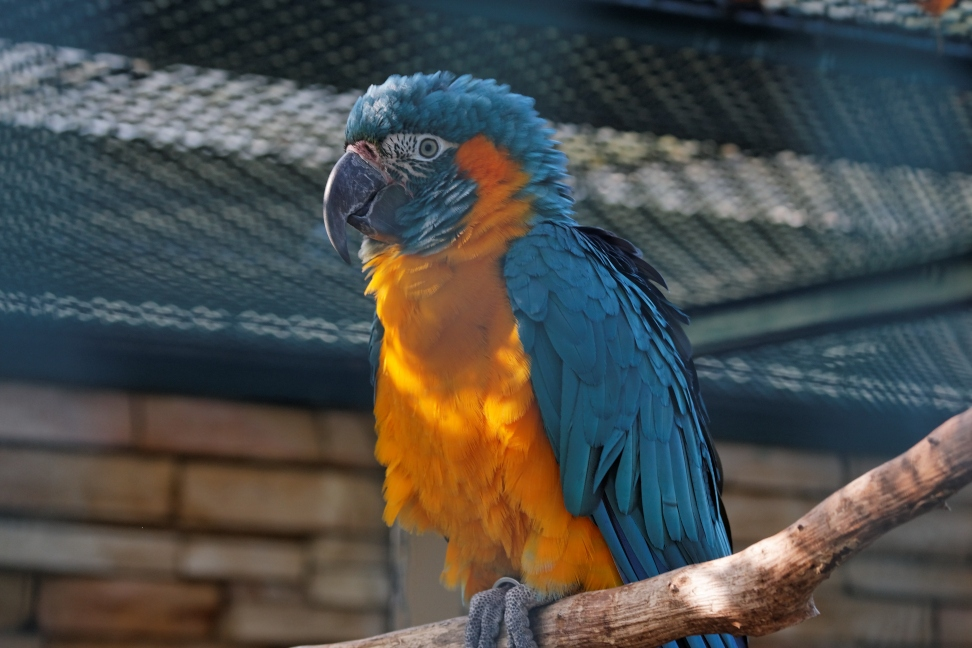